# Philippine Madrigal Singers
Les Philippine Madrigal Singers, nommés officiellement University of the Philippine Madrigal Singers et couramment surnommés Madz, constituent un ensemble vocal philippin existant depuis 1963. Le chœur, qui ne chante qu'a cappella, est spécialisé dans le madrigal, d'où son nom. Particulièrement renommé dans l'archipel comme à l'étranger, il a reçu de prestigieuses récompenses, en particulier le Grand prix européen de chant choral en 1997 et en 2007. Depuis 2009, l'UNESCO a reconnu le groupe comme artiste pour la paix.

## Histoire

### Fondation
Le chœur Philippine Madrigal Singers est fondé en 1963 par Andrea Veneracion (1928-2013), dite « Ma'am OA », chef de chœur, compositrice et arrangeuse.

### Évolution
En 2001, à la retraite de sa fondatrice, jusque-là encore chef de chœur, le chœur passe sous la responsabilité de Mark Anthony Carpio (en).
Le principe de la chorale est que les choristes n'y postulent pas, mais ne peuvent n'être auditionnés pour y accéder que sur invitation. Les personnes désirant en faire partie peuvent entrer à la chorale comme stagiaires. Le dernier choriste arrivé prenait la chaise la plus proche de celle du chef, afin que celui-ci contrôle la justesse et le niveau sonore de la nouvelle voix.

## Composition et répertoire
Depuis 1963, environ deux cents choristes ont fait partie à un moment ou à un autre du chœur. Les chanteurs sont recrutés parmi les étudiants, les professeurs et les anciens élèves de l'Université des Philippines.
La chorale est positionnée en concert de manière très inhabituelle. Les choristes sont en effet assis en demi-cercle, le chef de chœur étant assis avec les autres et ne dirigeant que par de petits mouvements de la tête ou du corps. La disposition des voix, soprano - ténor - alto - basse, est apparemment assez classique ; mais elle se fait entre chanteurs et non pas entre voix. Ainsi, chaque choriste n'est entouré que de voix différentes de la sienne, et la plus proche voix identique est située à quatre sièges de distance, voire huit si les voix sont scindées. Ce choix artistique repose sur la volonté de la fondatrice, Andrea Veneracion, que chaque personne du chœur ait une conscience renforcée de ce qui les entoure.

## Récompenses
En 1997 et en 2007, les Philippine Madrigal Singers remportent le Grand prix européen de chant choral, ce qui en fait le premier chœur à remporter ce prix deux fois.
En 2009, l'UNESCO nomme les Philippine Madrigal Singers artiste pour la paix,.
En juillet 2012, la chorale reçoit le BrandLaureate Award pour sa « contribution significative au monde de la musique chorale ».